# Valleys of Neptune
| 전문가 평가          | 전문가 평가 |
| 평가 점수            | 평가 점수   |
| 출처                 | 점수        |
| -------------------- | ----------- |
| AllMusic             | [ 2 ]       |
| The A.V. Club        | B−          |
| Chicago Tribune      | [ 4 ]       |
| Entertainment Weekly | B−          |
| Filter               | 93/100      |
| Los Angeles Times    | [ 6 ]       |
| PopMatters           | 7/10        |
| Q                    | [ 8 ]       |
| Rolling Stone        | [ 9 ]       |
| Spin                 | 7/10        |

《Valleys of Neptune》은 미국의 록 음악가 지미 헨드릭스의 사후 컴필레이션 음반이다. 2010년 3월 9일, 미국에서 발매된 이 음반은 "헨드릭스의 상업적으로 이용할 수 없는 모든 음반 중 가장 인기 있는 음반 중 하나"라는 타이틀곡을 포함하여 "이전에 발매되지 않은 12개의 스튜디오 음반"을 보유하고 있다고 홍보되었다.
《Valleys of Neptune》의 트랙은 대부분 헨드릭스에 의해 자체 제작되었으며, 제니 헨드릭스, 에디 크레이머, 존 맥더멋으로부터 사후 추가 제작을 받았다. 《Electric Ladyland》의 발매 이후 1969년에 주로 녹음된 이 음반은 보컬리스트 겸 기타리스트 헨드릭스, 베이시스트 노엘 레딩, 드러머 미치 미첼 등 지미 헨드릭스 익스피리언스의 오리지널 라인업이 주로 포함되어 있다. 2010년 2월 1일에 발매된 〈Valley of Neptune〉, 3월 1일에 발매된 〈Bleeding Heart〉, 두 곡의 뮤직 비디오가 제작되었다.

## 배경
《Valleys of Neptune》의 대부분의 트랙은 1969년 초에 녹음되었고, 헨드릭스는 1968년 9월 《Electric Ladyland》의 성공적인 발매에 이어 미완성된 네 번째 음반을 위한 노래를 실험하고 있었다. 공식적으로나 다른 방식으로든 수많은 버전이 발매되었으며, 2010년 음반에 수록된 "이전에 발매되지 않은" 녹음의 대부분은 때때로 낮은 품질이나 다른 버전으로 발매되기도 했지만 이전에 한 형태 또는 다른 형태로 발매되었다.

## 커버 아트
이 커버 아트는 1957년 헨드릭스 자신이 그린 그림을 바탕으로 하고 있다. "그는 학교에서 수채화를 하는 단계를 겪었고 이것은 우리 아버지가 보관했던 110개의 그림 중 하나였다. 제가 1957년에 그가 한 것을 보았을 때, 그것은 저에게 'Valleys of Neptune'이라고 소리를 질렀고 그래서 우리는 이 프로젝트에 그것을 사용할 것이라는 것을 알았다"라고, 그의 의붓 여동생 제니가 말했다. 커버 아트는 그의 그림과 파란색 색조의 린다 매카트니 사진을 혼합한 것이다.

## 곡 목록
모든 곡들은 특별한 언급이 없는 한 지미 헨드릭스에 의해 작사/작곡하였다.
| #   | 제목                                | 작사·작곡                           | 재생 시간 |
| --- | ----------------------------------- | ----------------------------------- | --------- |
| 1.  | 〈Stone Free〉                      |                                     | 3:48      |
| 2.  | 〈Valleys of Neptune〉              |                                     | 4:05      |
| 3.  | 〈Bleeding Heart〉                  | 엘모어 베임스                       | 6:23      |
| 4.  | 〈Hear My Train A Comin'〉          |                                     | 7:32      |
| 5.  | 〈Mr. Bad Luck〉                    |                                     | 2:58      |
| 6.  | 〈Sunshine of Your Love〉           | 잭 브루스, 에릭 클랩튼, 피트 브라운 | 6:48      |
| 7.  | 〈Lover Man〉                       |                                     | 4:17      |
| 8.  | 〈Ships Passing Through the Night〉 |                                     | 5:54      |
| 9.  | 〈Fire〉                            |                                     | 3:14      |
| 10. | 〈Red House〉                       |                                     | 8:22      |
| 11. | 〈Lullaby for the Summer〉          |                                     | 3:51      |
| 12. | 〈Crying Blue Rain〉                |                                     | 4:59      |

## 인증
| 국가                       | 인증     | 판매량/출하량 |
| -------------------------- | -------- | ------------- |
| 네덜란드 (NVPI)            | 플래티넘 | 50,000^       |
| ^출하량을 기반으로 한 인증 |          |               |